# Parraga
Jorge Porto Iparraguirre, conhecido como Parraga (Porto Alegre, 15 de Julho de 1950), é um treinador e ex-futebolista brasileiro que atuava como atacante.
Atualmente comanda o Independente de Limeira.

## Carreira

### Jogador
Começou a carreira no juvenil do Grêmio e passou por alguns times, até abandonar a carreira em 1971 para trabalhar numa fábrica de garrafas térmicas.
Em 1973, foi redescoberto pelo Inter de Lages. Até hoje é tido como o maior jogador de todos os tempos do clube, onde foi vice-campeão Catarinense em 1974.
Em agosto de 1975, estava prestes a abandonar novamente a carreira, quando foi contratado pela Ponte Preta por 80 mil cruzeiros. Logo na chegada, foi artilheiro do Torneio José Ermírio de Morais (12 gols) e do Torneio Vicente Feola (9 gols). Pela Ponte, atuou em 48 partidas e marcou 13 gols.
Em 1978, foi emprestado ao Náutico. No ano seguinte, atuou pela Ferroviária e em 1980 pela Francana.
Encerrou a carreira no Amparo AC em 1984.

### Treinador
Em 1988, atuou como olheiro do São Paulo.
Iniciou sua carreira de técnico em 1991, quando comandou o Inter de Lages. Após isso, treinou várias equipes, como Rio Branco-SP, Novorizontino, Monte Azul, Tanabi, Mirassol e Batatais.
Em 2008, trabalhou como coordenador técnico do projeto do Pão de Açúcar para as categorias de base. Além disso, ele também foi treinador na equipe juvenil do próprio clube.
Também dirigiu a equipe júnior do Paraná Clube na Copa São Paulo de Futebol Júnior.
No ano seguinte foi técnico da categoria de juniores da Portuguesa e depois se transferiu para base do Palmeiras, onde, após a demissão de Muricy Ramalho e Antonio Carlos Zago, assumiu interinamente a equipe principal do clube. Treinou a equipe por um mês, antes da contratação do técnico Luiz Felipe Scolari.
Em outubro de 2010, com a possível exclusão do Palmeiras B, Parraga pediu demissão da equipe. Após a saída, ele acertou com o Olímpia e, logo depois, com Independente de Limeira para a disputa da Série A2 do Campeonato Paulista. Ainda em 2011, Parraga assumiu os juniores do Grêmio, onde ficou até junho de 2012, quando foi para o Grêmio Prudente. Após 10 partidas à frente do clube no Paulista da Segunda Divisão (5 vitórias, 3 empates e 2 derrotas), foi demitido em 1 de agosto de 2013.
Em 26 de fevereiro de 2016 foi demitido da Inter de Limeira, onde disputava a Série A-3 do Campeonato Paulista.
No início de 2019, deixou o cargo de observador técnico do Flamengo para dirigir Independente na Segundona.
Em 2020, comandou novamente o Rio Branco-SP.
Em 2022, dirigiu o Independente de Limeira em apenas 2 jogos.
Em 19 de janeiro de 2023, assumiu o Amparo AC.

## Títulos

### Treinador
Palmeiras B
- Torneio Gustavo Lacerda Beltrame: 2010

Independente de Limeira
- Campeonato Paulista da Série B - 2011